# غزوه احد
غزوه اُحُد نبردی بود که در نزدیکی کوه احد در جنوب غربی عربستان، میان سپاه مسلمانان مدینه به رهبری محمد و سپاه مکه به رهبری ابوسفیان درگرفت. نبرد احد دومین جنگ سپاه مکه با مسلمانان بود که پس از غزوه بدر در سال سوم هجرت برابر با ۶۲۵ (میلادی) درگرفت.
در سال‌های بعدی بهزاد و ارسلان از سرزمین پارس به کمک شتافتند و در پیروزی اسلام نقش بسیار زیادی ایفا کردند.

## نام نبرد
در مورد علت نام‌گیری کوه احد، برخی می‌گویند به خاطر جدا بودن این کوه از سایر کوه‌های منطقه احد نامیده شد و برخی معتقدند محمد بخاطر علاقه به توحید و اشاعه آن نام آن کوه را احد نامید.

## تاریخ نبرد
تاریخ‌نگاران مسلمان، زمان نبرد را روز شنبه هفتم شوال سال سوم هجرت نوشته‌اند؛ که برابر با ۲۳ مارس ۶۲۵ میلادی است.

## پیش از نبرد
پس از شکست بت‌پرستان قریش در جنگ بدر، ابوسفیان عزاداری بر کشته‌شدگان بدر را ممنوع کرد. ابوسفیان برای انتقام گرفتن از مسلمانان، از قبایل کنانه و ثقیف کمک خواست و سپاهی در حدود سه‌هزار نفر از قبایل عرب فراهم شد. جبیر بن مطعم، نیز غلام خود وحشی را به هند دختر عتبه بخشید؛ هند پیمان بست که اگر وحشی حمزه پسر عبدالمطلب را بکشد، او را آزاد خواهد کرد. ابوسفیان، خود رهبری جنگ را برعهده گرفت، فرماندهی سواره‌نظام راست را به خالد پسر ولید و فرماندهی سواره‌نظام چپ را به عکرمه پسر ابوجهل سپرد. پیاده‌نظام وسط را هند دختر عتبه فرماندهی می‌کرد.
عباس پسر عبدالمطلب، عموی محمد، نامه‌ای به محمد نوشت و در آن از آمادگی سپاه قریش در جنگ با مسلمانان نوشت. ابی بن کعب، این نامه را در مسجد نبوی به محمد سپرد.
درباره شیوه جنگ در بین یاران پیامبر اسلام، دیدگاه‌های گوناگونی پیش آمد. برخی از انصار به همراه عبدالله بن ابی می‌خواستند در مدینه بمانند و از شهر دفاع کنند؛ اما جوانان مهاجرین می‌خواستند سپاه مسلمانان مدینه را رها کرده و در بیرون شهر با دشمن روبه‌رو گردد. محمد نظریه اکثریت را پذیرفت و تصمیم گرفت سپاه از شهر بیرون رود.
سپاه محمد از مدینه بیرون آمده و به نزدیکی شوط رسید. عبدالله بن ابی، با گروهی از همراهانش به مدینه بازگشت. محمد شب را در شیخان خوابید و محمد بن مسلمه را به پاسداری واداشت. محمد دو دسته تیرانداز را که ۵۰ نفر بودند روی تپه‌ای مستقر کرد و عبدالله بن جبیر را فرمانده آنان قرار داد و تأکید کرد تحت هیچ شرایطی (پیروزی یا شکست) پست خود را رها نکنند. سپاه مسلمان را بین هفتصد تا یک هزار نفر دانسته‌اند.

## پیشامدهای نبرد
ابوعامر اوسی، که از پناهندگان به مکه بود، جنگ را آغاز کرد. در نبرد تن به تن، سهیل بن عمرو بر ابوعامر، علی بن ابی‌طالب بر طلحة بن ابی‌طلحة و زبیر بن عوام بر زید بن سعاد پیروز شدند. حمزه عموی پیامبر و سپهسالار مسلمانان در میانه نبرد با زوبین وحشی غلام هند کشته شد. سرانجام نبرد سواره‌نظام پیش آمد و همه پرچم‌داران سپاه مکه یکی پس از دیگری کشته شدند، جنگجویان قریش متواری و قلب سپاه مکه فرو پاشید و جنگ به نفع مسلمین در حال پایان بود که تیراندازان مستقر در بالای کوه از دستور فرمانده خود تمرد کرده و به خاطر جمع‌آوری غنیمت محل نگهبانی خود را رها کردند. خالد پسر ولید که نظاره گر ماجرا بود و در پی فرصت، با مشاهده ترک تیراندازان از جایگاه، با سواران تحت امرش کوه احد را دور زده و از پشت سر مسلمانان به آنان حمله‌ور شد. صفوف مسلمین بهم ریخت و تعداد بسیاری از آنان غافلگیر شده و کشته شدند. عمره دختر علقمه وقتی وضع حمله خالد را مشاهده کرد، پرچم افتاده را به دست گرفت و آن را بلند نمود و سپاهیان اطراف وی گرد آمدند. یکی از افراد قریش به نام لیثی، مصعب بن عمیر را کشت و اشاعه داد که محمد را کشته‌است. مسلمانان روحیه خود را از دست دادند و به بالای کوه احد و اطراف پناه بردند. تلفات عظیم به سپاه مسلمین وارد آمد.پرچمدار مسلمین در اول نبرد مصعب بن عمیر بود که پس از کشته شدنش،محمد پرچم را به علی بن ابی‌طالب داد. 